# Paul Rowney
Paul James Rowney (nascido em 2 de dezembro de 1970) é um ex-ciclista olímpico australiano que era especialista em provas de mountain bike. Ele foi o décimo colocado na prova de cross-country nos Jogos Olímpicos de Verão de 2000, em Sydney.